# Petr Málek
Petr Málek (Moravský Krumlov, 26 novembre 1961 – Al Kuwait, 30 novembre 2019) è stato un tiratore a volo ceco.

## Palmarès

### Olimpiadi
- 1 medaglia:
  - 1 argento (Sydney 2000 nello skeet)